# ألعاب البحر الأبيض المتوسط 1987
ألعاب البحر الأبيض المتوسط 1987 هي ألعاب البحر الأبيض المتوسط العاشرة التي نظمت في اللاذقية في سوريا في الفترة من 11 إلى 25 أيلول 1987. وشارك فيها رياضيون من 18 دولة وتنافسوا في 17 رياضة.

## شعار الدورة
قام بتصميمه الفنان عبد القادر أرناؤوط.
حيث يمثل في الأعلى اسم المدينة، في المنتصف الحلقات التي تمثل شعار البحر المتوسط والقارات المحيطة به وفي الأسفل سفينة شراعية تمثل الحضارة الفينيقية التي امتدت في كافة أرجاء المتوسط والعالم.

### شكل وتصميم الميداليات
- أعلام الدول المشاركة ملونة:
  - الوجه الأول: شعار الدورة.
  - الوجه الثاني: رمز الدورة مع الأعلام.

## المدينة الرياضية

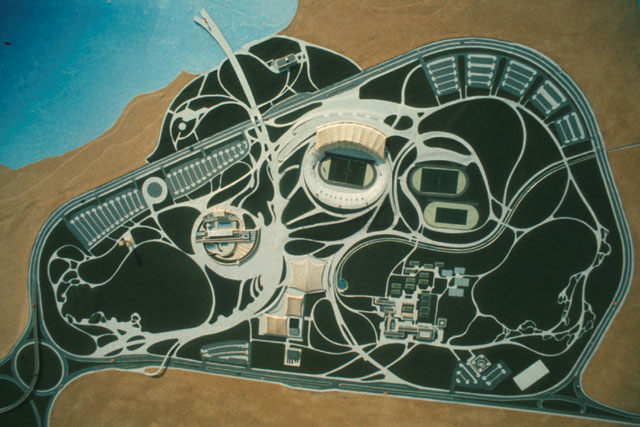
المخطط العام للمدينة الرياضية.

تم بناء مدينة رياضية جديدة خصيصاً لهذه المناسبة حيث تعد واحدة من أكبر المجمعات الرياضية في سوريا وفي منطقة المتوسط في تلك الفترة، وضمت ملاعباً رياضية وصالات ومسابح وقاعات وحدائق طبقاً للمواصفات الأولمبية، وما قاله خوان أنطونيو سمارانش رئيس اللجنة الأولمبية الدولية:
| ألعاب البحر الأبيض المتوسط 1987 | {{{1}}} | ألعاب البحر الأبيض المتوسط 1987 |

## الافتتاح

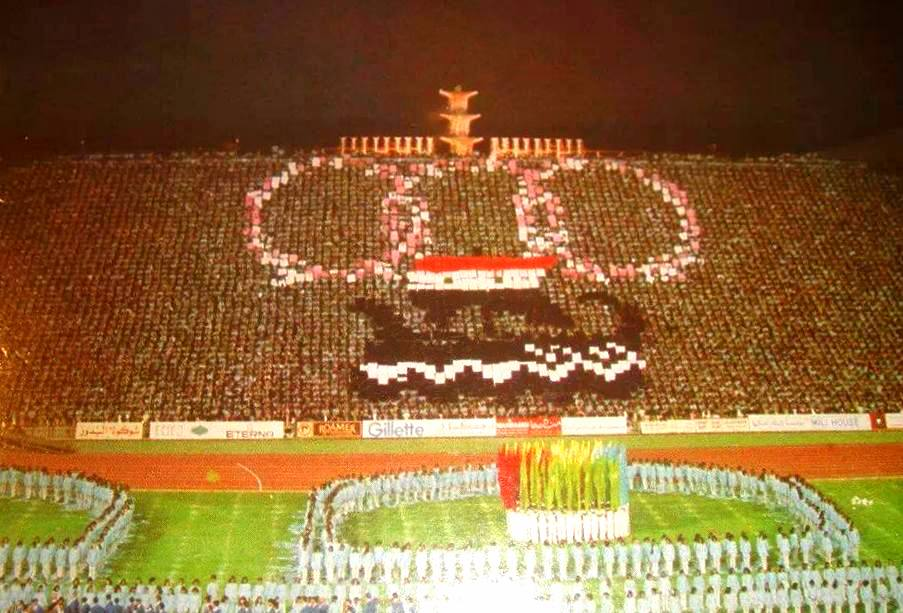
لقطة من الافتتاح.

- قام الرئيس السوري الراحل حافظ الأسد بافتتاح الدورة بالقائه خطابًا ترحيبيًا بالدول المشاركة [5] وقام نجله باسل الأسد آنذاك بالقاء كلمة الرياضيين في الحفل.[6]
- تضمن الافتتاح لوحات استعراضية وغنائية وفلكلورية وتراثية ورقصات شعبية مثلت التاريخ السوري والهيمنة الفينيقية على المتوسط ونشر الأبجدية والعلم في العالم والتاريخ الحديث وشارك فيها ما يزيد عن 25000 شخص تم تنظيمهم من قبل الاتحاد الرياضي حيث كان المشاركون يمثلون مدارس اللاذقية وجامعة تشرين وضباط الكلية البحرية وفعاليات أخرى.[7]
- تخلل الافتتاح أغنية للفنان نعيم حمدي عنوانها Truly Lovely Welcome to Syria ترجمة العنوان مرحبا بكم جميلة حقا، في سوريا.[8]

## الدول المشاركة
شارك في الدورة العاشرة رياضيون من 18 دولة، تنافسوا في 17 رياضة، وبلغ عدد المشاركين 1996 رياضي تنافسوا على 166 ميدالية ذهبية.
| الدولة     | رجال | نساء | المجموع |
| ---------- | ---- | ---- | ------- |
| ألبانيا    | 11   | 22   | 33      |
| إيطاليا    | 175  | 88   | 263     |
| إسبانيا    | 147  | 47   | 194     |
| موناكو     | 5    | 0    | 5       |
| مالطا      | 8    | 0    | 8       |
| فرنسا      | 136  | 55   | 191     |
| تركيا      | 165  | 47   | 212     |
| اليونان    | 173  | 40   | 213     |
| تونس       | 46   | 1    | 47      |
| الجزائر    | 64   | 4    | 68      |
| مصر        | 56   | 5    | 61      |
| المغرب     | 71   | 17   | 88      |
| قبرص       | 40   | 14   | 54      |
| سوريا      | 205  | 72   | 277     |
| لبنان      | 102  | 33   | 135     |
| ليبيا      | 21   | 0    | 21      |
| يوغسلافيا  | 75   | 20   | 95      |
| سان مارينو | 28   | 2    | 30      |
| المجموع    | 1529 | 467  | 1996    |

## ألعاب الدورة
تضمن برنامج الدورة الألعاب التالية :
| - ألعاب القوى. - كرة القدم. - سباق الدراجات. - الجمباز الفني. - الجودو. - المصارعة. | - السباحة. - كرة السلة. - كرة اليد. - كرة الماء. - الكرة الطائرة. - الملاكمة. | - رفع الأثقال. - التنس. - تنس الطاولة. - الرماية. - الغطس. |

## لائحة الميداليات
شهدت هذه البطولة سيطرة إيطالية شاملة على أغلب الألعاب والميداليات حيث فازت بالمرتبة الأولى بمجموع 152 ميدالية منها 69 ذهبية بفارق 99 ميدالية عن يوغسلافيا التي نالت 53 ميدالية ثم فرنسا بمجموع 68 ميدالية. واكتفت سوريا (الدولة المستضيفة)، بالمرتبة السادسة بمجموع 27 ميدالية منها 9 ميداليات ذهبية، ليبيا ومالطا وموناكو لم يحرزوا أية ميدالية.
عرفت الدورة قوة عربية جديدة في ألعاب القوى وهي المغرب بـ 6 ميداليات ذهبية: 2 لسعيد عويطة (500 متر و 1500 متر) و 2 لفاطمة عوام (1500 متر و 3000 متر) وميدالية لنوال المتوكل (400 متر حواجز)، أيضا شهدت إنجاز مصري: ثنائية محمد علي رشوان في الجودو.
وبالنسبة لأهم الميداليات وهي ميدالية كرة القدم فقد استطاع المنتخب السوري الحصول على المركز الأول  والميدالية الذهبية بفوزه على المنتخب الفرنسي بنتيجة 2-1 سجّل هدفي سوريا المهاجمان نزار محروس ووليد أبو السل (من ضربة جزاء). وحقق المنتخب التركي المركز الثالث بفوزه على المنتخب اليوناني.
| الترتيب | منتخب      | ذهبية | فضية | برونزية | المجموع |
| ------- | ---------- | ----- | ---- | ------- | ------- |
| 1       | إيطاليا    | 69    | 45   | 38      | 152     |
| 2       | يوغسلافيا  | 17    | 19   | 17      | 53      |
| 3       | فرنسا      | 16    | 30   | 22      | 68      |
| 4       | إسبانيا    | 15    | 21   | 33      | 69      |
| 5       | المغرب     | 9     | 8    | 3       | 20      |
| 6       | سوريا      | 9     | 6    | 12      | 27      |
| 7       | تركيا      | 8     | 9    | 22      | 39      |
| 8       | اليونان    | 7     | 14   | 16      | 37      |
| 9       | الجزائر    | 5     | 3    | 4       | 12      |
| 10      | مصر        | 4     | 4    | 6       | 14      |
| 11      | البانيا    | 3     | 1    | 4       | 8       |
| 12      | تونس       | 2     | 4    | 5       | 11      |
| 13      | قبرص       | 2     | 0    | 0       | 2       |
| 14      | لبنان      | 0     | 1    | 0       | 1       |
| 15      | سان مارينو | 0     | 1    | 0       | 1       |
| المجموع | المجموع    | 166   | 166  | 182     | 514     |

## الميداليات وأمور أخرى

الواجهة الأمامية للميدالية البرونزية عليها شعار الدورة
خلفية الميدالية برونزية عليها التميمة والأعلام الملونة
مجموعة طوابع تذكارية أصدرت خصيصا للدورة[17]
طوابع تذكارية جزائرية أصدرت احتفاء بالبطولة[18]
ملصق خاص بالدورة[19][20]
دبوس مصمم على شكل ميداليات الدورة[21]
طوابع سورية تجسد دورة المتوسط 1987[22]

## وصلات خارجية
- اللجنة الدولية لألعاب المتوسط